# Nintendo Land

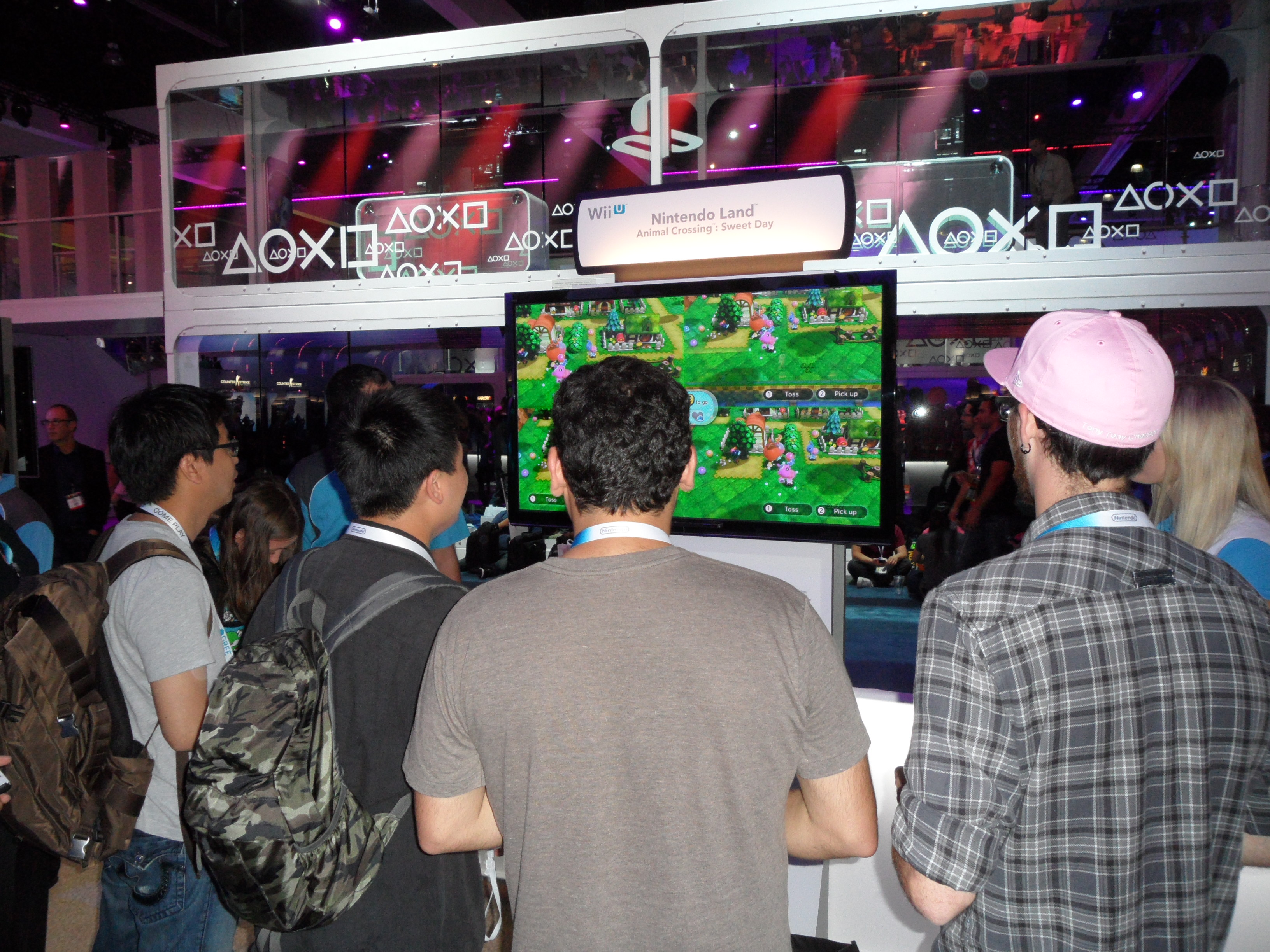
Gracze grający w jedną z dostępnych w grze minigier na E3 2012

Nintendo Land – gra komputerowa wyprodukowana oraz wydana przez Nintendo w 2012 roku. Była dostępna w czarnym Wii U (Deluxe Set / Premium Set) jako gra typu pack-in. Została zapowiedziana na E3 2012.
Nintendo Land zawiera 12 minigier, z których każda bazuje na innej serii gier takich, jak Mario czy The Legend Of Zelda, jako atrakcje w tytułowym, fikcyjnym parku rozrywki. Owe minigry są stworzone z myślą o demonstracji konceptu Wii U i kontrolera Wii U GamePada dla nowych graczy, w ten sam sposób, jak Wii Sports zademonstrowało Wii i Wii Remote, wykorzystując wiele funkcji kontrolera, takich jak sterowanie ekranem dotykowym oraz możliwość wykrywania ruchu. Niektóre minigry używają Wii Remote Plus oraz Nunchuków dla alternatywnych schematów przycisków, oraz dla wspierania trybu multiplayer, co pomaga także zaprezentować „asymetryczną rozgrywkę” oraz koncepcję, w której pewni gracze mają inne doświadczenia w zależności od kontrolera, jakiego używają.
Nintendo Land było w większości pozytywnie oceniane przez krytyków i sprzedało się w 5,19 milionach egzemplarzy (wg danych z 31 marca 2019 roku), co spowodowało, że jest 5. najlepiej sprzedającą się grą na Wii U. Gra została usunięta ze sklepu eShop w Ameryce północnej w listopadzie 2013 roku, ale została dodana z powrotem w sierpniu 2016 roku.

## Odbiór gry
Gra sprzedała się w 2,6 milionach kopii do dnia 31 marca 2013 roku. Do 31 marca 2014 roku rozeszła się w 3,09 milionach egzemplarzy. W grudniu tego samego roku było to już 4,44 miliony kopii. Do 30 września 2019 gra sprzedała się w ilości 5,2 mln egzemplarzy.